# 籠屋町
籠屋町（かごやまち）は、徳島県徳島市の町名。新町地区に属している。籠屋町一丁目から籠屋町二丁目まで存在する。郵便番号は770-0914。

## 地理

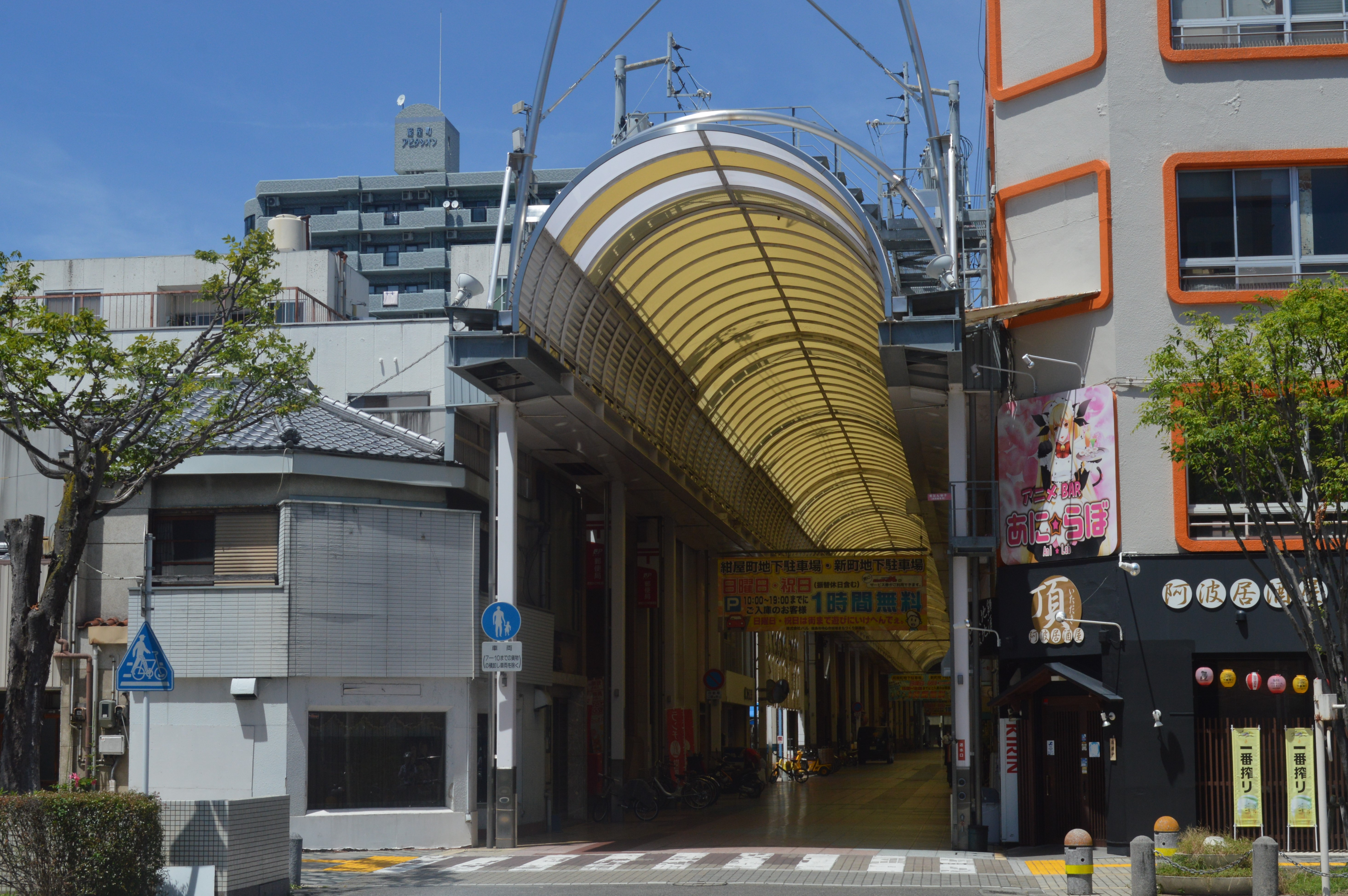
アーケード南端部

徳島市の繁華街のひとつで中央に位置する籠屋町商店街を中心に飲食店や居酒屋が広がっている。かつては近辺にある東新町商店街や銀座商店街と共に繁栄していたが、2005年（平成17年）にダイエー徳島店が閉店し、徳島市で唯一の映画館であった徳島東宝・東宝シネマがなくなると、急激に賑わいが遠のいていった。近年ではアーケード街の天井にLEDを設置する等の取り組みを行い、「虹の流れる街」と呼ばれるようになる。

## 世帯数と人口
2022年（令和4年）9月1日現在の世帯数と人口は以下の通りである。
| 町丁        | 世帯数  | 人口  |
| ----------- | ------- | ----- |
| 籠屋町1丁目 | 105世帯 | 174人 |
| 籠屋町2丁目 | 28世帯  | 49人  |
| 計          | 133世帯 | 223人 |

## 小・中学校の学区
市立小・中学校に通う場合、学区は以下の通りとなる。
| 番地 | 小学校             | 中学校             |
| ---- | ------------------ | ------------------ |
| 全域 | 徳島市立新町小学校 | 徳島市立富田中学校 |

## 交通

### 道路
一般国道
- 国道438号

都道府県道
- 徳島県道136号宮倉徳島線

## 施設
商店街
- 籠屋町商店街（隣接して東新町商店街・銀座商店街が存在する）

その他
- 籠屋町アビタシオン（分譲マンション）

かつて存在した施設
- ダイエー徳島店（2005年に閉店）
- 徳島東宝・東宝シネマ